# Teruel
Teruél este un oraș situat în partea de nord a Spaniei în comunitatea Aragon.
Acest oraș este cunoscut în Spania datorită artei "Mudéjar" cu care sunt construite turnurile și clădirile prețuite ale acestui oraș.